# Charles Le Brun
Charles Le Brun (batizado em 24 de fevereiro de 1619 – 12 de fevereiro de 1690) foi um pintor francês, fisionomista, teórico da arte e diretor de várias escolas de arte de seu tempo. Como pintor da corte de Luís XIV, que o declarou "o maior artista francês de todos os tempos", ele foi uma figura dominante na arte francesa do século XVII e muito influenciado por Nicolas Poussin.

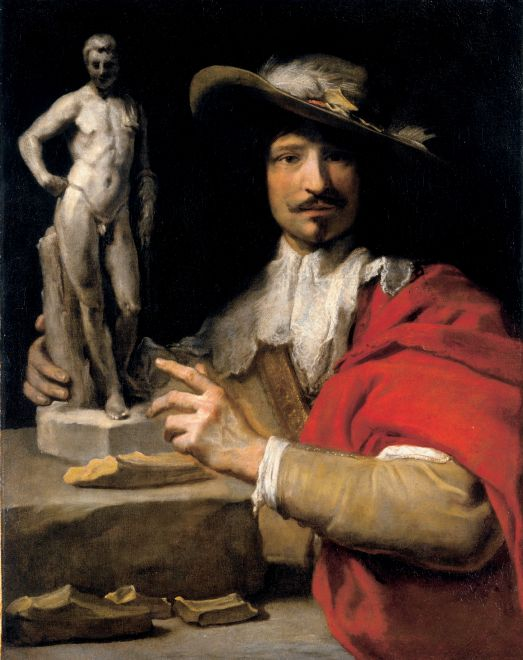
Retrato de Nicolas Le Brun por Charles Le Brun, ca. 1635, Residenzgalerie, Salzburgo

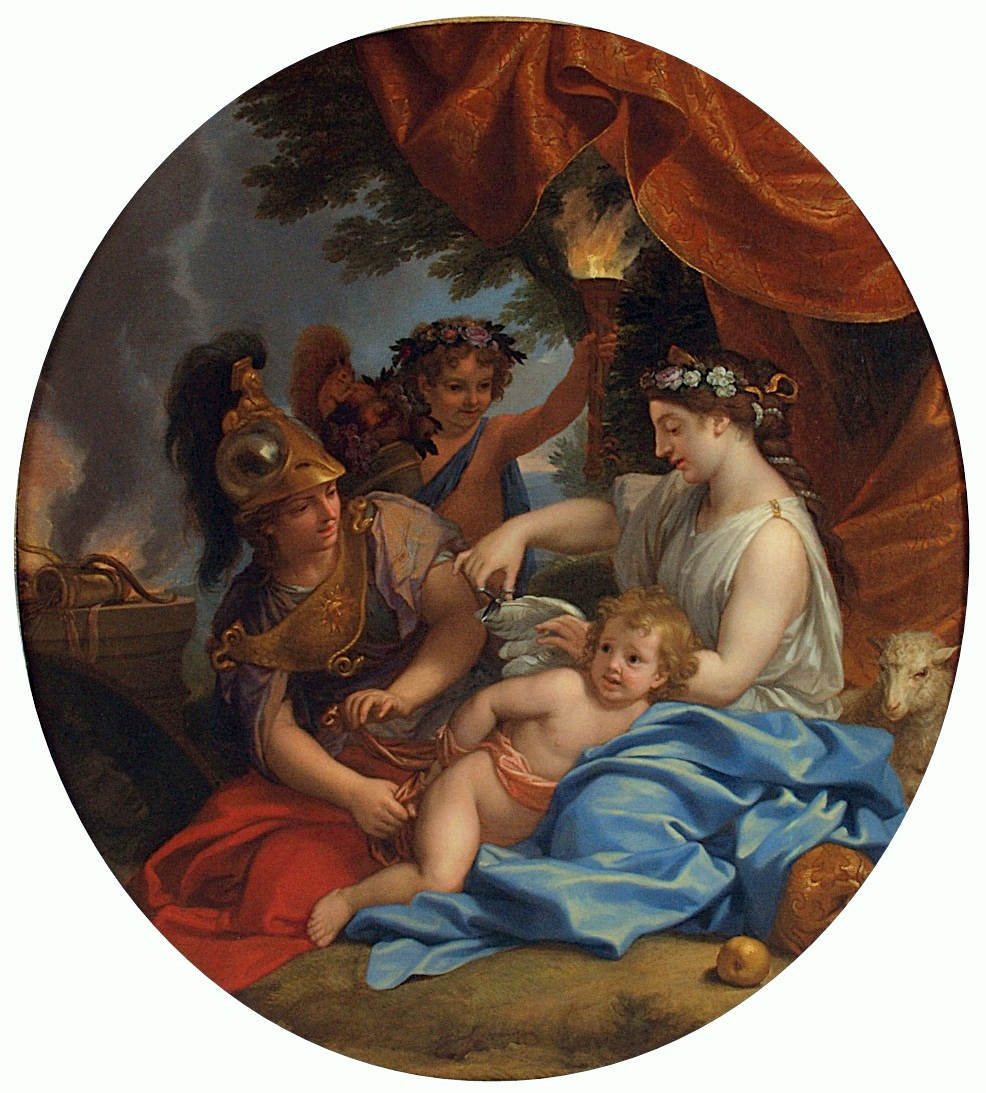
Venus Clipping Cupid's Wings, ca. 1655, Museu de Arte de Ponce, Ponce, Porto Rico

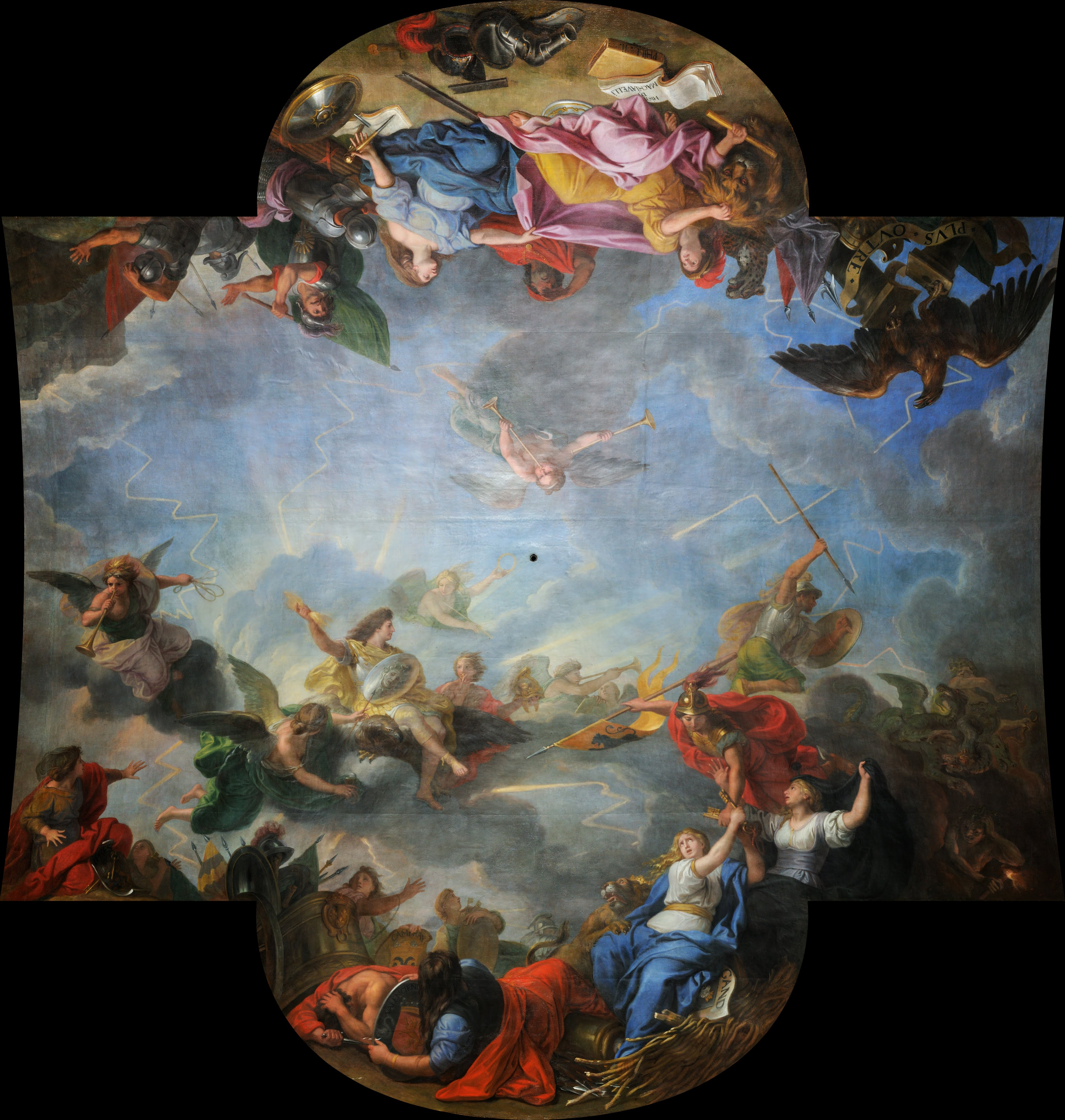
Parte do teto do Salão dos Espelhos do Palácio de Versalhes.

## Biografia

### Juventude e treinamento
Nascido em Paris, Le Brun atraiu a atenção do chanceler Séguier, que o colocou aos onze anos no estúdio de Simon Vouet. Ele também foi aluno de François Perrier . Aos quinze anos recebeu encomendas do cardeal Richelieu, em cuja execução demonstrou uma habilidade que obteve as generosas comendas de Nicolas Poussin , em cuja companhia Le Brun partiu para Roma em 1642.
Em Roma permaneceu quatro anos recebendo uma pensão devido à liberalidade do chanceler. Enquanto em Roma, Le Brun estudou a escultura romana antiga, fez cópias após Rafael, e absorveu a influência dos pintores locais.
Em seu retorno a Paris em 1646, Le Brun encontrou vários patronos, dos quais o Superintendente Fouquet foi o mais importante, para quem pintou um grande retrato de Anne da Áustria. Empregado em Vaux-le-Vicomte, Le Brun insinuou-se com Mazarin, então secretamente colocando Colbert contra Fouquet.
Le Brun foi a força motriz por trás do estabelecimento da Real Academia Francesa de Pintura e Escultura em 1648 e foi eleito um dos doze anciãos originais encarregados de seu funcionamento. Ele permaneceu uma figura dominante na academia e ocupou os cargos de chanceler em 1655 (de 1663 chanceler vitalício), reitor de 1668 e diretor de 1683. Quando Colbert assumiu o controle da instituição em 1661, Le Brun estava lá para ajudá-lo em seu esforço para reorganizá-lo com o objetivo de que os acadêmicos trabalhassem no sentido de criar uma base teórica para uma arte nacional francesa. Ambos também fundaram a Academia da França em Roma em 1666 como base para jovens artistas promissores que viveriam e aprenderiam ali por um certo período às custas da coroa.
Outro projeto em que Le Brun trabalhou foi o Hôtel Lambert. O teto da galeria de Hércules foi pintado por ele. Le Brun começou a trabalhar no projeto em 1650, logo após seu retorno da Itália.
Em 1660, eles fundaram os Gobelins, que a princípio foi uma grande escola para a manufatura, não apenas de tapeçarias, mas de todas as classes de móveis exigidos nos palácios reais. Comandando as artes industriais por meio dos Gobelins — dos quais foi diretor — e de todo o mundo artístico por meio da Academia — na qual ocupou sucessivamente todos os cargos — Le Brun imprimiu seu próprio personagem em tudo o que foi produzido na França durante sua vida. Ele foi o criador do estilo Luís XIV e deu uma direção às tendências nacionais que perduraram séculos após sua morte. A produção artística de artistas e estudantes dos Gobelins também exerceria uma forte influência na arte em outras partes da Europa.

### Anos de sucesso
A natureza de seu talento enfático e pomposo estava em harmonia com o gosto do rei, que, cheio de admiração pelas pinturas de Le Brun por sua entrada triunfal em Paris (1660)  e suas decorações no Château Vaux le Vicomte (1661), encarregou-o de executar uma série de assuntos da história de Alexandre. O primeiro deles, "Alexandre e a família de Dario", encantou tanto Luís XIV que ele imediatamente enobreceu Le Brun (dezembro de 1662), que também foi nomeado Premier Peintre du Roi (Primeiro Pintor do Rei) com uma pensão de 12 000 libras, a mesma quantia que recebera anualmente a serviço do magnífico Fouquet. "A Família de Dario", também conhecida como "As Rainhas da Pérsia aos Pés de Alexandre", mais tarde foi ligeiramente reduzida em tamanho por Le Brun e retocada para disfarçar a alteração, provavelmente para tornar a pintura semelhante em tamanho para uma pintura de Paolo Veronese que Luís XIV adquiriu.
A partir dessa data, tudo o que foi feito nos palácios reais foi dirigido por Le Brun, desenhos tiveram que ser aprovados pelo rei antes que pudessem ser transformados em pinturas ou esculturas. Em 1663, ele se tornou diretor da Académie royale de peinture et de sculpture, onde lançou as bases do academicismo e se tornou o mestre todo-poderoso e incomparável da arte francesa do século XVII. Foi durante este período que dedicou uma série de obras à história de Alexandre, o Grande (As batalhas de Alexandre, o Grande), e não perdeu a oportunidade de fazer uma conexão mais forte entre a magnificência de Alexandre e a dos grandes Reis. Enquanto ele estava trabalhando em As Batalhas, o estilo de Le Brun tornou-se muito mais pessoal à medida que ele se afastava dos antigos mestres que o influenciaram.
As obras da galeria de Apolo no Louvre foram interrompidas em 1677 quando Lebrun acompanhou o rei a Flandres (em seu retorno de Lille pintou várias composições no Château de Saint-Germain-en-Laye) e, finalmente, porque permaneceram inacabado em sua morte, pelos vastos trabalhos de Versalhes, a Escadaria dos Embaixadores e o Grande Salão dos Espelhos (Galerie des Glaces, 1679-1684).
Em 1669, Luís XIV decidiu renovar completamente Versalhes, que era então um pequeno palácio, e transformá-lo em uma residência opulenta onde se encontraria com seus súditos e diplomatas estrangeiros. Le Brun se encarregou de sua decoração até os mínimos detalhes de arranjo e apresentação. Além de pinturas clássicas, representações do reinado de Luís também adornavam as paredes do palácio. Toda a estrutura e sua decoração pretendiam maravilhar os visitantes com o esplendor, a riqueza e o bom gosto do rei. O Escalier des Ambassadeurs foi a escadaria principal na entrada de Versalhes desde sua conclusão em 1679 até sua destruição em 1752. O rei ficou tão satisfeito com sua aparência que ele teria se referido a ela como "Escadaria de Monsieur Le Brun".

### Anos posteriores
Com a morte de Colbert, François-Michel le Tellier, Marquês de Louvois, que sucedeu como superintendente no departamento de obras públicas, não mostrou nenhum favor a Le Brun, que era o favorito de Colbert, e apesar do apoio contínuo do rei Le Brun sentiu um mudança amarga em sua posição. Isso contribuiu para a doença que em 22 de fevereiro de 1690 terminou com sua morte em Gobelins (em sua mansão, em Paris).

## Galeria

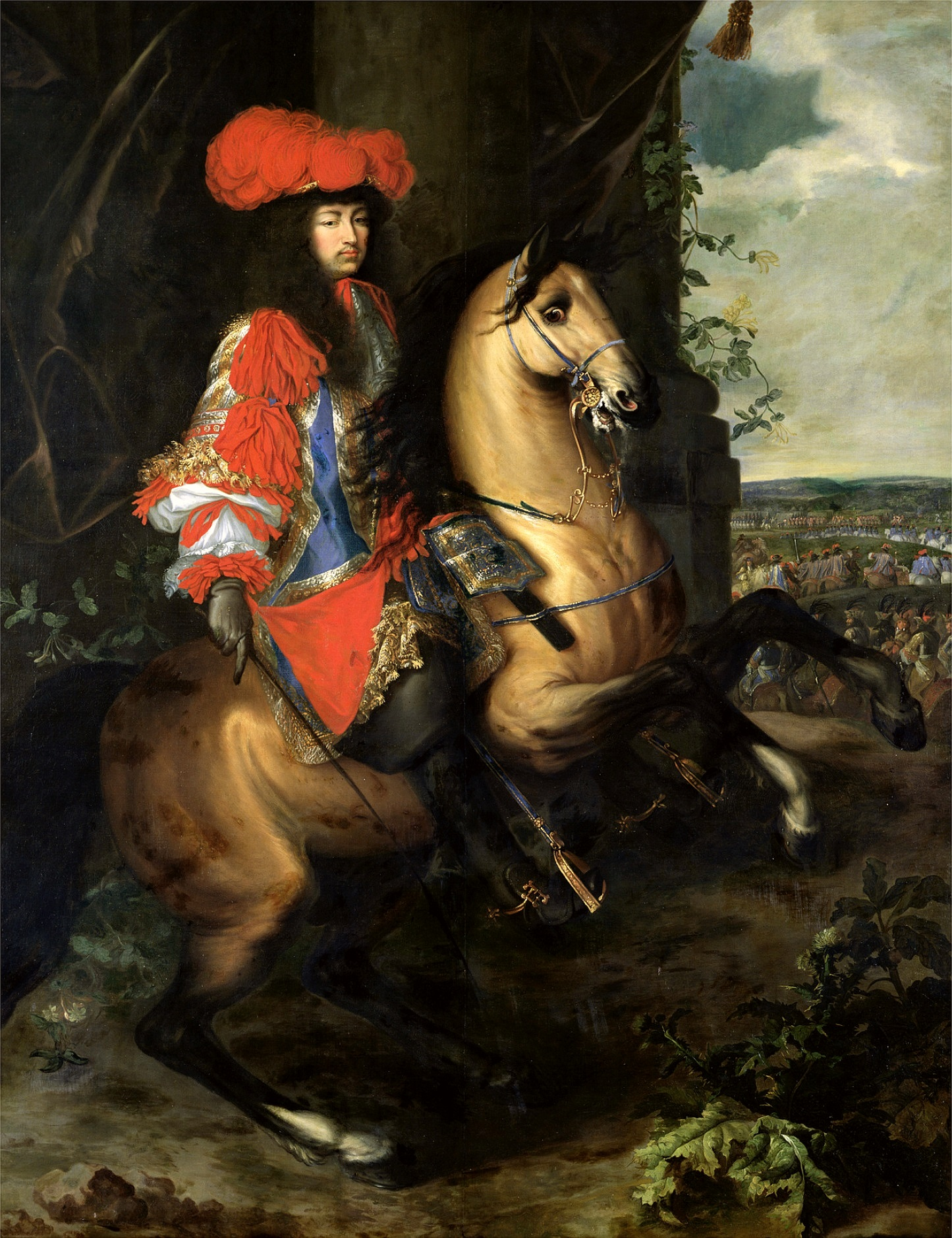
Retrato equestre de Luís XIV, óleo sobre tela, Musée des Beaux-Arts, Tournai
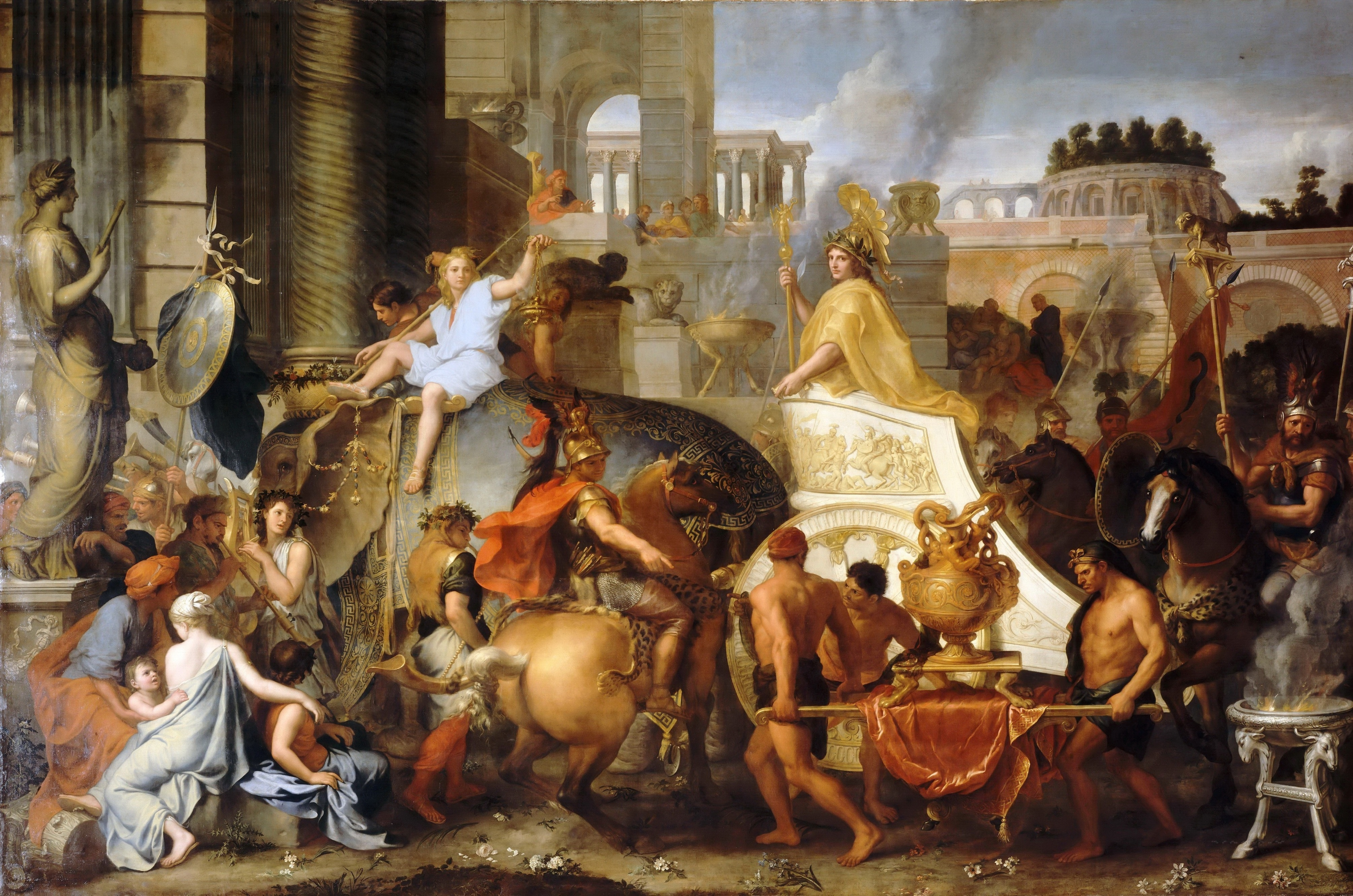
Entrada de Alexandre na Babilônia, ca. 1664, óleo sobre tela, Louvre.
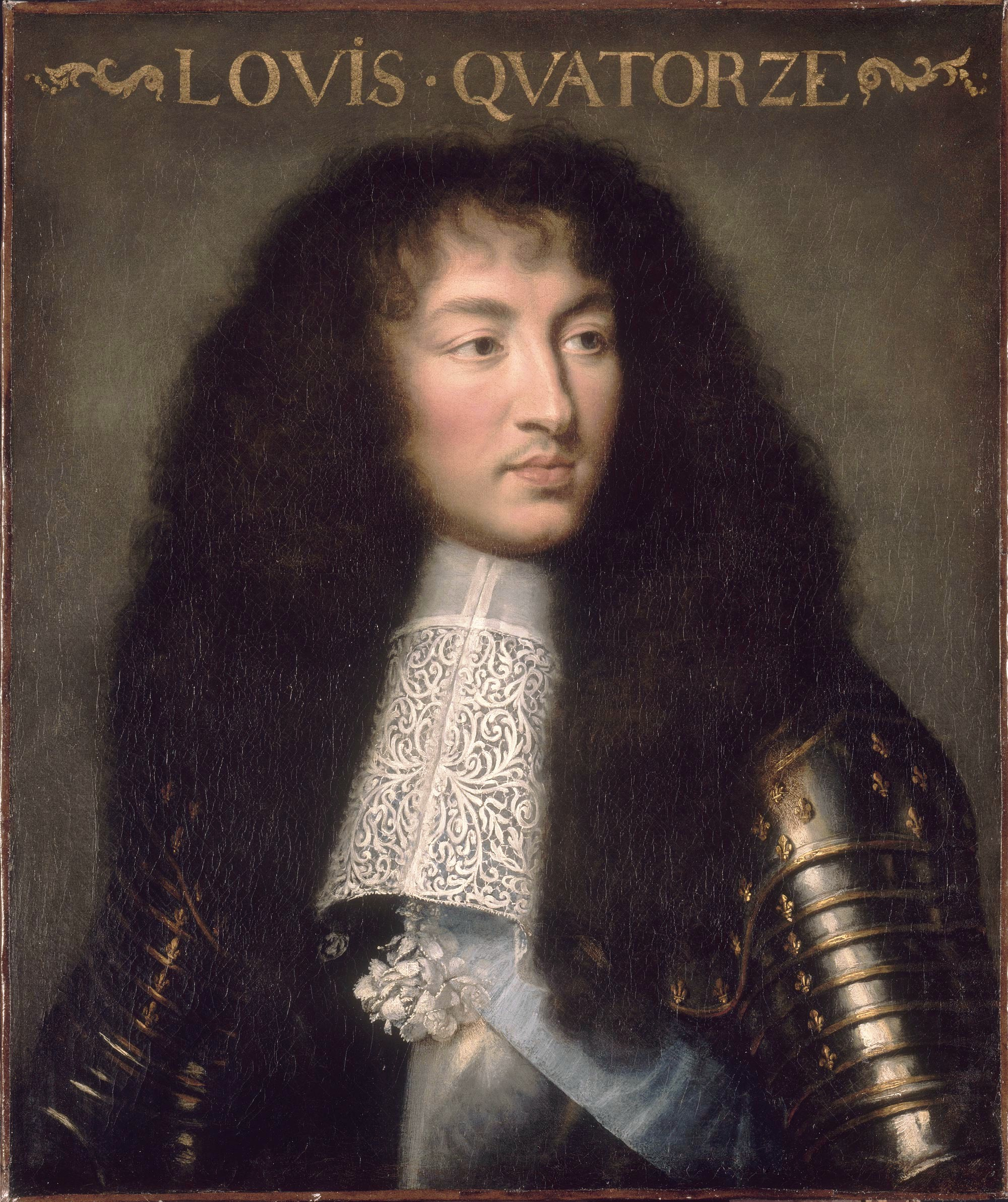
Retrato de Luís XIV, 1661.
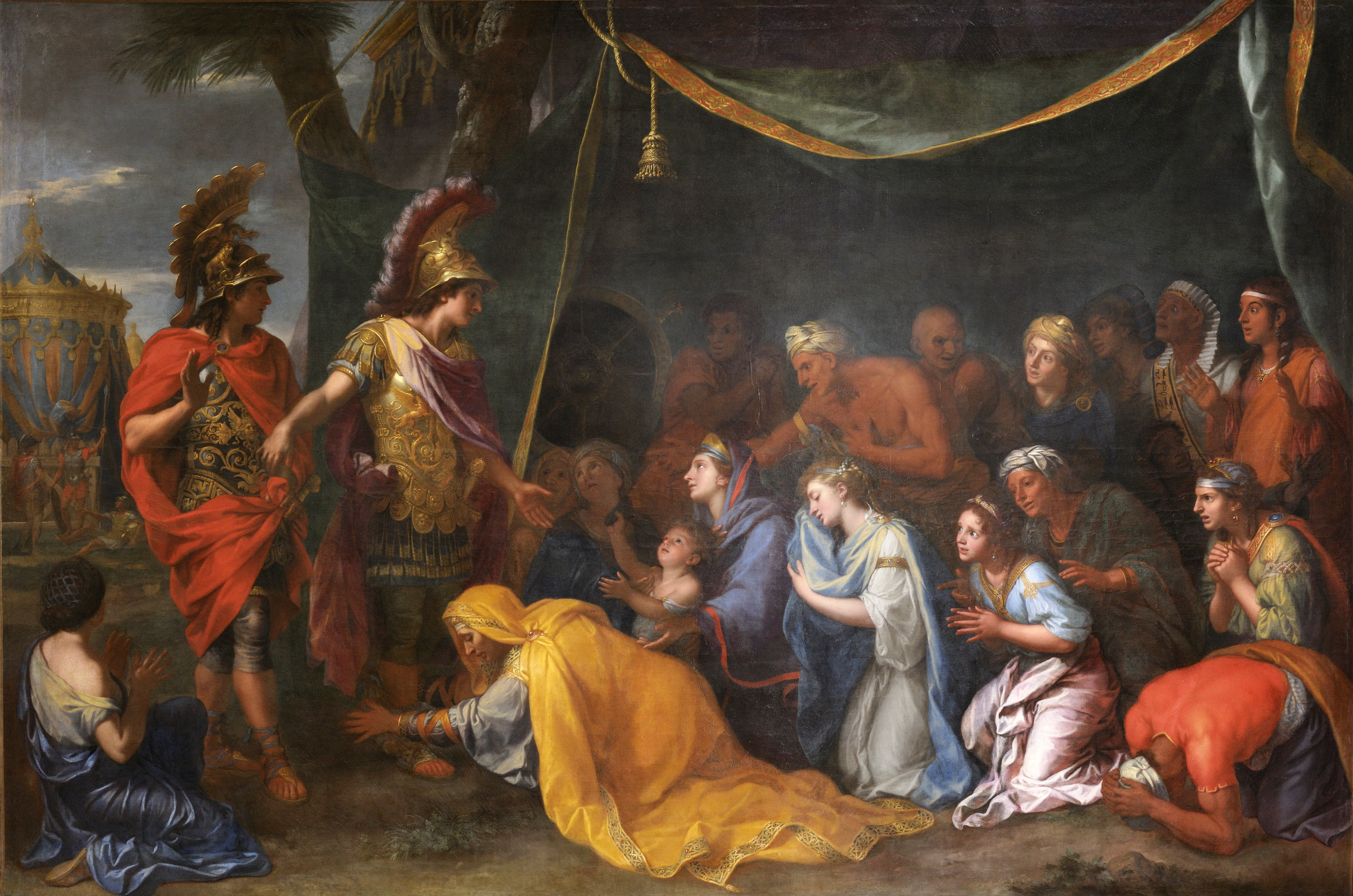
As Rainhas da Pérsia aos pés de Alexandre, também chamada de  Tenda de Dario.
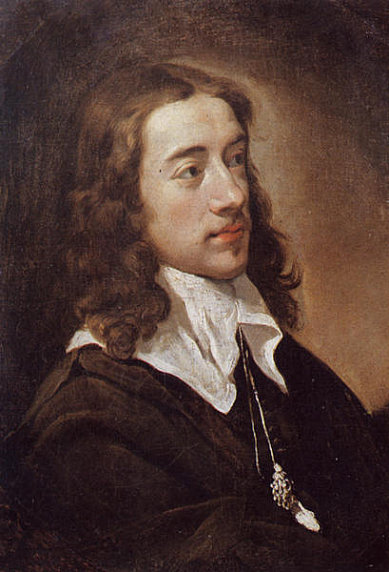
Retrato do pintor Louis Testelin, ca. 1650, óleo sobre tela, Louvre.
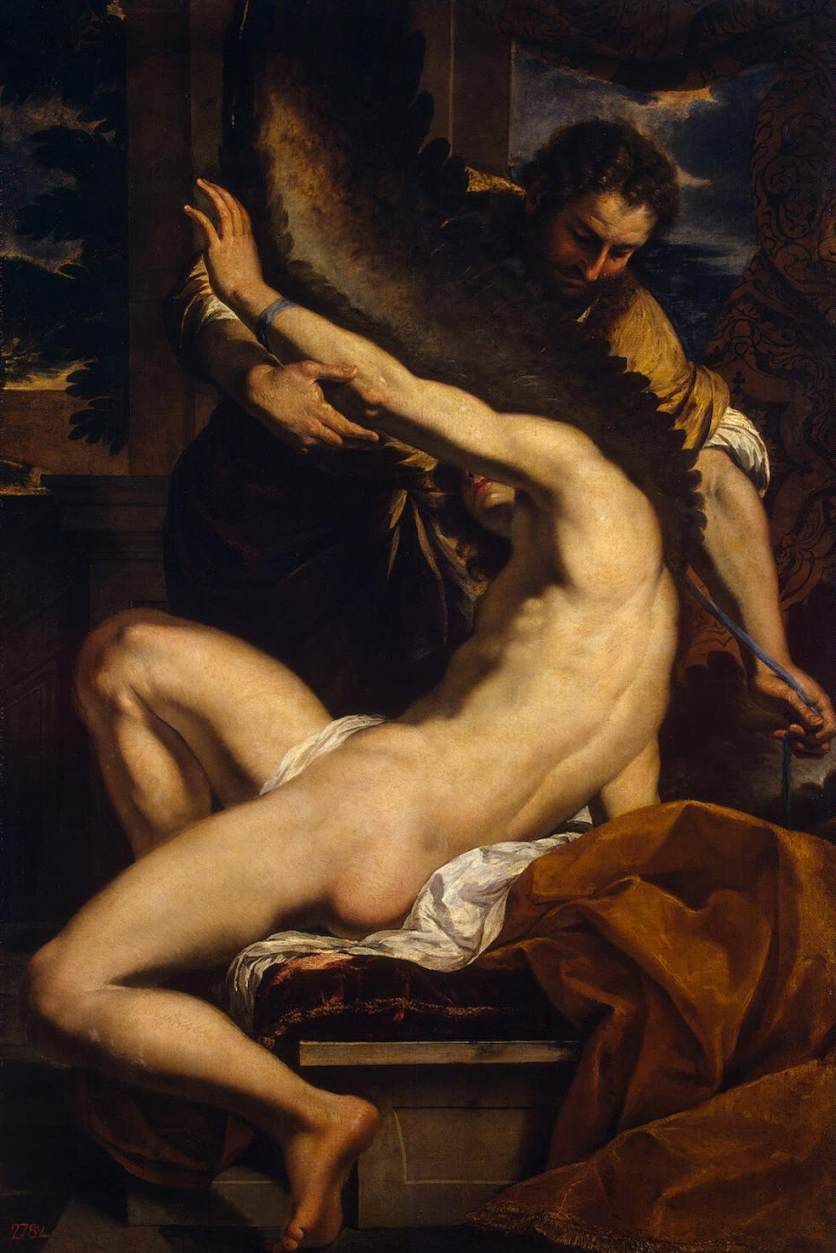
Dédalo e Ícaro, c. 1645
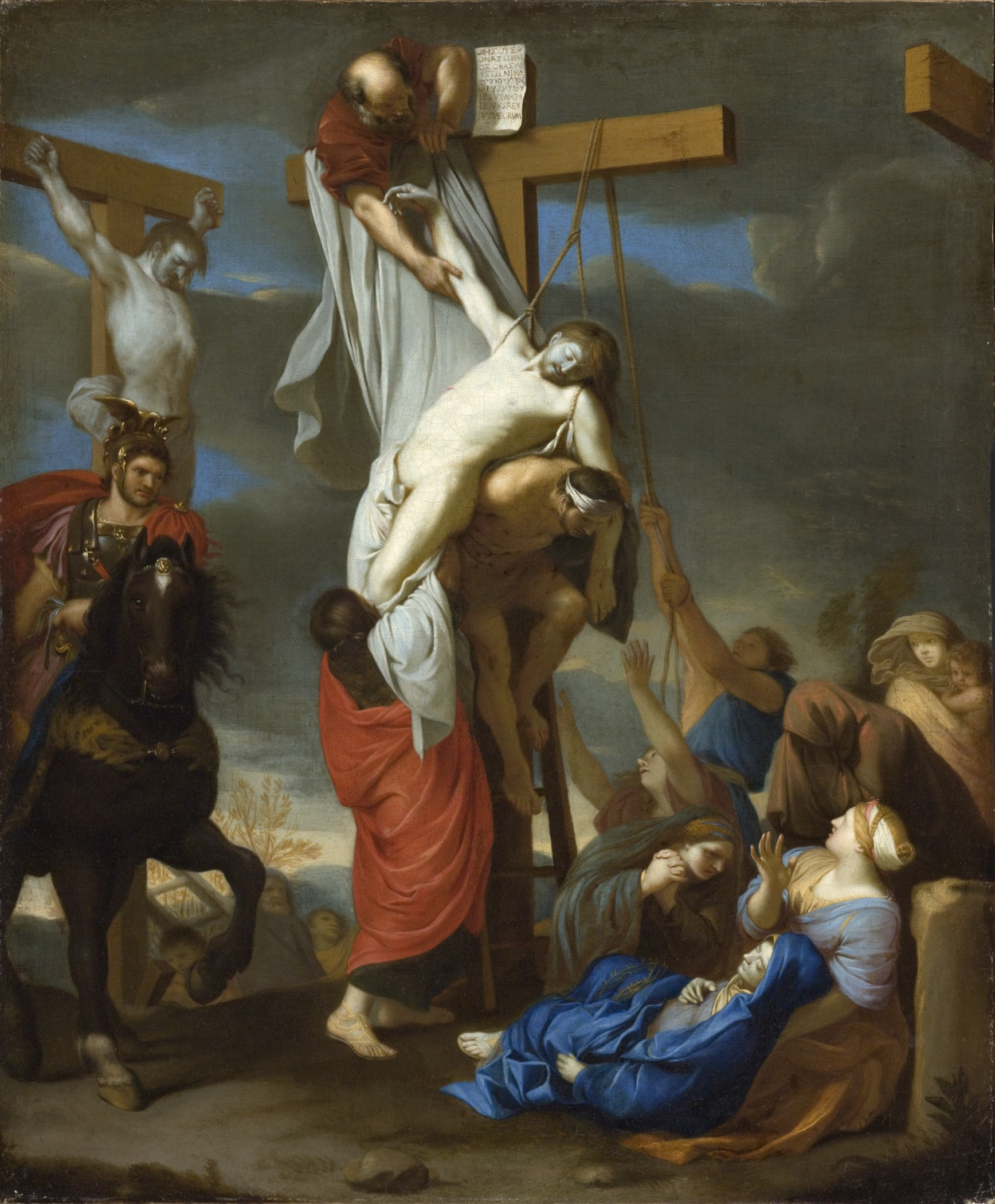
A Descida da Cruz, final dos anos 1640
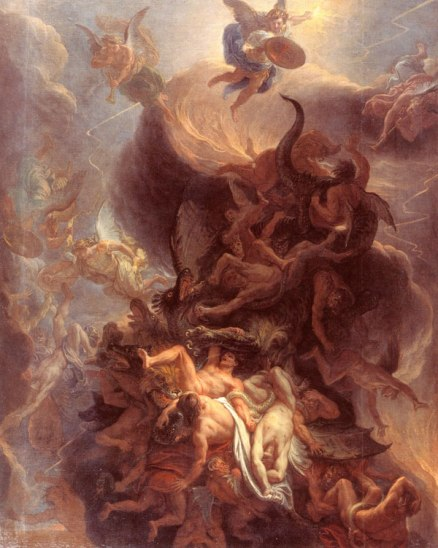
A queda dos anjos rebeldes , após 1680, óleo sobre tela, Musée des Beaux-Arts, Dijon.
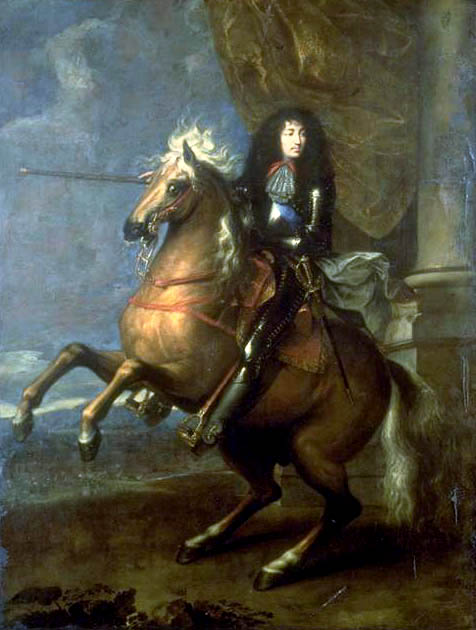
Retrato equestre de Luís XIV, 1668, óleo sobre tela, Musée de la Chartreuse, Douai.
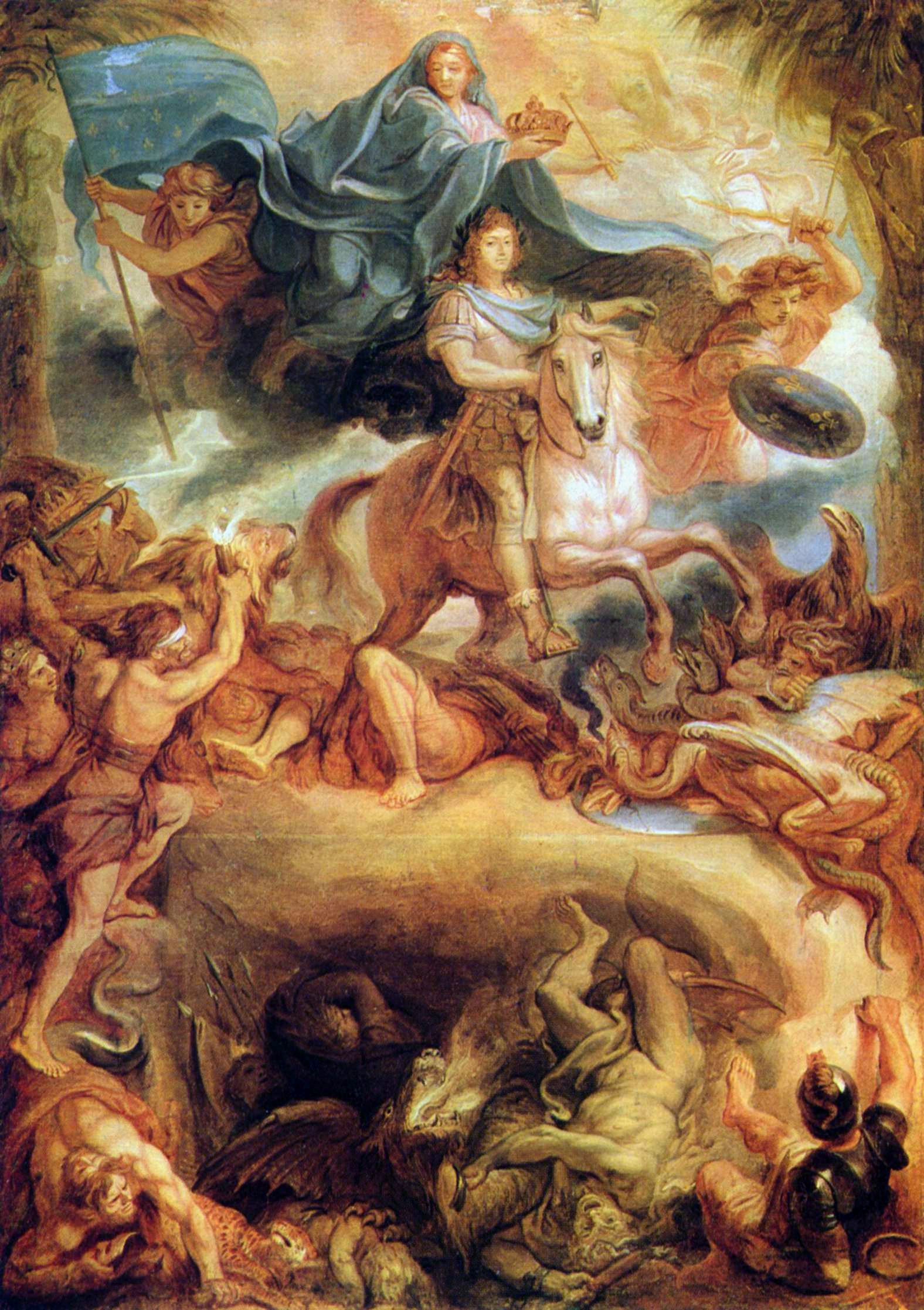
Apoteose de Luís XIV, 1677, óleo sobre tela, Magyar Szépművészeti Múzeum, Budapeste
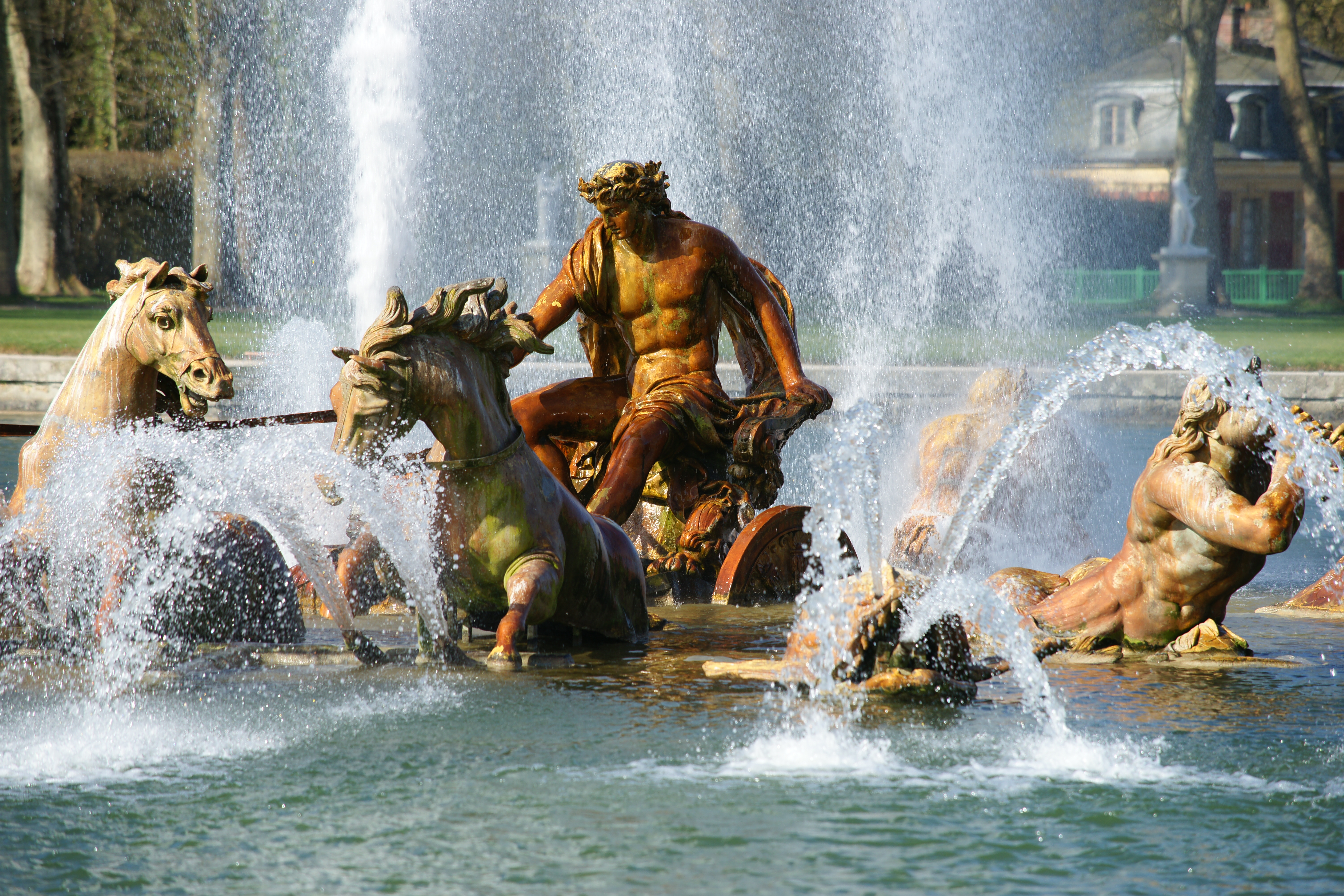
Bassin d'Apollon no Palácio de Versalhes, 1668-1671. Le Brun projetou a peça central representando Apolo surgindo do mar em uma carruagem de quatro cavalos

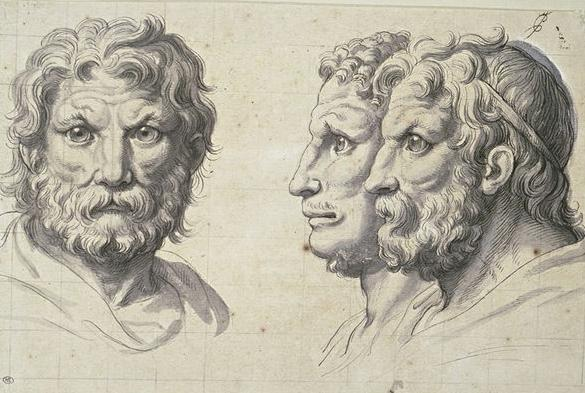
Três cabeças de leões, 1671, caneta e tinta em papel quadriculado.